# Daptonema papillatus
Daptonema papillatus is een rondwormensoort uit de familie van de Xyalidae.